# Virgin Trains East Coast
Virgin Trains East Coast war eine britische Eisenbahngesellschaft, die das InterCity East Coast-Franchise an der East Coast Main Line zwischen London, Yorkshire, dem Nordosten und Schottland betrieb. Die Konzession wurde von East Coast übernommen. Die Tätigkeit wurde am 1. März 2015 aufgenommen. Das Unternehmen war ein Joint Venture zwischen der Stagecoach Group (90 %) und der Virgin Group (10 %).
Da das Unternehmen finanziellen Verpflichtungen nicht nachkommen konnte, wurde der Vertrag zum 23. Juni 2018 vorzeitig beendet; der Verkehr ging unter der Marke LNER auf die öffentliche Hand über.

## Streckennetz

Streckennetz von Virgin Trains East Coast

Das Streckennetz von Virgin Trains East Coast war in vier Routen zusammengefasst, die von London ausgehen.
- Route A von London King’s Cross nach Leeds
  - Nebenstrecken nach Skipton, Harrogate und Bradford
- Route B von London King’s Cross nach Edinburgh Waverley (Schnellzug)
  - Nebenstrecken nach Inverness, Stirling und Aberdeen
- Route C von London King’s Cross über York und Newcastle nach Edinburgh Waverley
  - Nebenstrecken nach Glasgow und Sunderland
- Route D von London King’s Cross nach York
  - Nebenstrecken nach Lincoln und Hull

## Rollmaterial
| Triebzug      | Kategorie        | Bild | Gattung           | {\displaystyle v^{max}} | {\displaystyle v^{max}} | Anzahl |
| Triebzug      | Kategorie        | Bild | Gattung           | mph                     | km/h                    | Anzahl |
| ------------- | ---------------- | ---- | ----------------- | ----------------------- | ----------------------- | ------ |
| InterCity 125 | Class 43         |      | Diesellokomotive  | 125                     | 200                     | 32     |
| InterCity 125 | Mark 3 coach     |      | Personenwagen     | 125                     | 200                     | 117    |
| InterCity 225 | Class 90         |      | Elektrolokomotive | 110                     | 177                     | 1      |
| InterCity 225 | Class 91         |      | Elektrolokomotive | 140                     | 225                     | 31     |
| InterCity 225 | Mark 4 coach     |      | Personenwagen     | 140                     | 225                     | 302    |
| InterCity 225 | British Rail DVT |      | Steuerwagen       | 140                     | 225                     | 31     |